# 许屯镇
许屯镇，是中华人民共和国辽宁省大連市瓦房店市下辖的一个乡镇级行政单位。

## 行政区划
许屯镇下辖以下地区：
许屯社区、东马屯村、北瓦房店村、老爷庙村、英歌岭村、龙门汤村、腰屯村、许屯村、洪屯村、小房村、靴子沟村、山嘴村和大岗寨村。